# كارل هواكينسون
كارل هواكينسون (بالإنجليزية: Carl Hawkinson)‏ (و. – م) هو محام، سياسي من الولايات المتحدة الأمريكية .

## التعليم
تعلم في كلية هارفارد للحقوق.